# Куликов (Тернопольская область)
Куликов (укр. Куликів) — село в Кременецкой городской общине Кременецкого района Тернопольской области Украины.
Код КОАТУУ — 6123482303. Население по переписи 2001 года составляло 406 человек.

## Географическое положение
Село Куликов находится на правом берегу реки Иква,
выше по течению на расстоянии в 3 км расположено село Рудка,
ниже по течению на расстоянии в 4 км расположено село Великие Млыновцы,
на противоположном берегу — сёла Дунаев и Савчицы.
Рядом проходит автомобильная дорога Р-26.

## История
- 1650 год — дата основания.

## Объекты социальной сферы
- Школа I ст.
- Клуб.
- Фельдшерско-акушерский пункт.